# Gettjärn
Gettjärn is een plaats in de gemeente Sunne in het landschap Värmland en de provincie Värmlands län in Zweden. De plaats heeft 67 inwoners (2005) en een oppervlakte van 16 hectare. De plaats ligt in een bos en heuvelachtig gebied, tussen de meren Rottnen en Mellersta Lersjön.